# Phyllodactylus angustidigitus
Phyllodactylus angustidigitus este o specie de șopârle din genul Phyllodactylus, familia Gekkonidae, descrisă de Hugh Neville Dixon și Huey 1970. Conform Catalogue of Life specia Phyllodactylus angustidigitus nu are subspecii cunoscute.

## Galerie

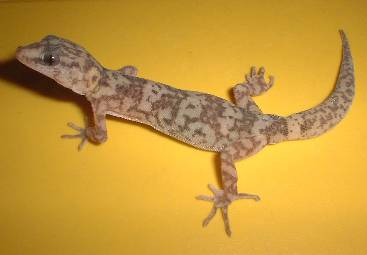